# Metropolie Rakousko
Metropolie Rakousko je jedna z metropolií Konstantinopolského patriarchátu.

## Historie
První pravoslavné chrámy v Rakousku zřídili řečtí kupci, kteří v 17. století jako první zorganizovali farnost ve Vídni. Od roku 1776 dostali Řekové na základě výnosu císaře právo svobodně vyznávat pravoslavnou víru, ačkoli je toto ustanovení nedávalo na roveň právům římských katolíků.
Roku 1924 se všechny farnosti Rakouska, Maďarska a Itálie dostaly pod jurisdikci Konstantinopolského patriarchátu.
Dne 22. října 1963 byla Svatým synodem Konstantinopolského patriarchátu zřízena rakouská metropolie, která získala svou registraci od rakouské vlády až roku 1994.
Dne 5. listopadu 1991 byly z Metropolie odděleny italské farnosti, které byly převedeny do nově vzniklé metropolie Itálie.
V současnosti má v Rakousku 13 farností, z nichž 4 jsou ve Vídni. V Maďarsku se nachází pět farností a jeden monastýr.
V listopadu 2014 byl s pomocí nadace Pro Oriente převeden jeden z katolických kostelů v Leobenu a pozemek v Burgenlandu do majetku rakouské metropolie. Na tomto pozemku má být vystaven první řecký monastýr ve Střední Evropě. Dne 7. března 2018 daroval papež František na stavbu monastýru v Sankt Andrä am Zicksee 100 000 eur.

## Seznam biskupů a metropolitů

### Vikariát archiepiskopie Thyateira
- 1955–1963 Chrysostomos (Tsiter)

### Metropolie Rakousko
- 1963–1991 Chrysostomos (Tsiter)
- 1991–2011 Michail (Staikos)
- od 2011 Arsenios (Kardamakis)